# Калиниченко, Сергей Владимирович
Серге́й Влади́мирович Калиниче́нко (род. 16 августа 1960) — советский футболист, выступавший на позиции полузащитника.
На протяжении всей карьеры выступал за клуб «Новатор» из города Жданов (ныне Мариуполь). Дебютировал за команду в 1978 году, отыграв 34 матча и забив 5 голов во второй лиге. После двухлетнего перерыва вернулся в команду в 1981 году и продолжал выступать во второй лиге до 1989 года. За это время сыграл за клуб 280 матчей и забил 15 голов. В 1990 году отыграл один сезон в чемпионате Украинской ССР, после чего завершил игровую карьеру.